# Hoploaceratherium
Hoploaceratherium (лат.) — род вымерших млекопитающих из подсемейства Aceratheriinae семейства носороговых (Rhinocerotidae). Обитали в Евразии во времена миоцена 
(23,03—9,7 млн лет назад). Ископаемые остатки, относящиеся к роду, обнаружены на территории Монголии, Пакистана, Польши, Франции и Венгрии.

## Классификация
По данным сайта Fossilworks, на май 2017 года в род включают 2 вымерших вида:
- Hoploaceratherium bavaricum (Stromer, 1902) [syn. Aceratherium bavaricum Stromer, 1902]
- Hoploaceratherium tetradactylum (Lartet, 1837)typus [syn. Aceratherium tetradactylum Lartet, 1837, Rhinoceros tetradactylus (Lartet, 1837)]